# José Rodríguez (zapatista)
El general José Rodríguez fue un militar mexicano que participó en la Revolución mexicana. En 1911 se incorporó a la lucha contra Porfirio Díaz al lado de Emiliano Zapata. Participó en muchos combates librados en los estados de Morelos, Guerrero e incluso el Distrito Federal y se mantuvo como zapatista al final. El 10 de abril de 1919 fue comisionado por el general Emiliano Zapata para vigilar el rumbo de Santa Rita, en las inmediaciones de la Hacienda de Chinameca. A la muerte de Zapata continuó en la lucha aunque al triunfo del movimiento de Agua Prieta fue incorporado al Ejército Mexicano, pasando a la primera reserva. Se le reconoció su grado de general de brigada pero se dio de baja y formó parte de la colonia militar que se estableció en la Hacienda de San Juan Chinameca. Después de 1923 radicó en Tlaltizapán y más tarde en Cuautla por cuestiones de salud, Morelos, donde murió el 26 de noviembre de 1926. Su cuerpo fue trasladado en el monumento erigido por Zapata en Tlaltizapán.